# 源斎岩

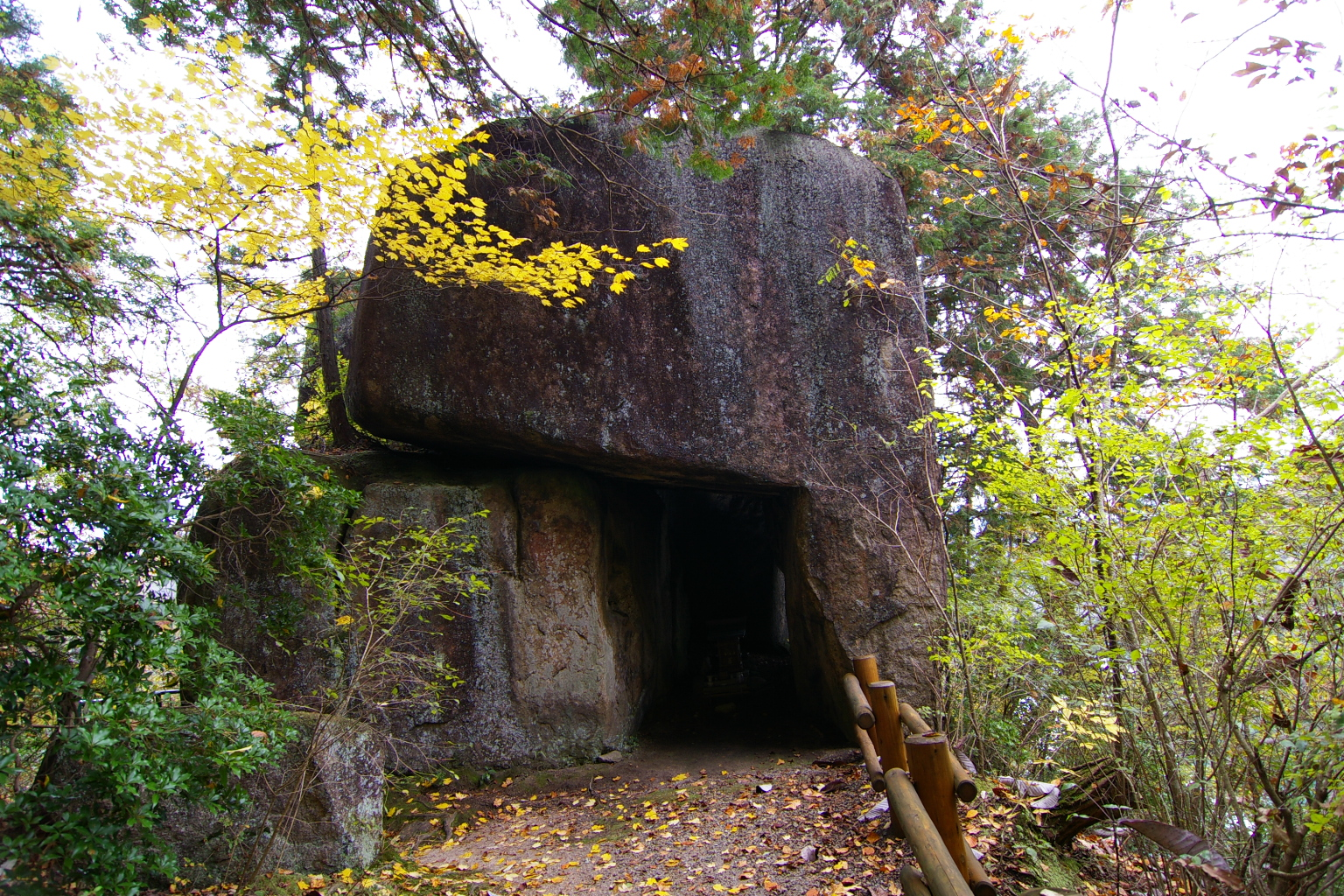
源斎岩

源斎岩(玄済岩)（げんさいいわ）は、岐阜県中津川市千旦林の木曽川沿いの奥恵那峡近くにある岩屋の名称。

## 伝説
戦国時代、遠山氏の重臣で千旦林城主の吉村源斎という武将がこの地に居た。甲斐の武田信玄はその武勇を聞いて臣下に招こうと使者を送るが、源斎は信玄の招きを断ったため、信玄は怒り、兵をさしむけた。源斎はこの岩屋に籠って戦ったが敗死したと伝わっている。